# Kostel svaté Kateřiny (Hosby)
Kostel svaté Kateřiny v Hosby (estonsky Noarootsi Püha Katariina kirik) je kostel estonské evangelicko-luteránské církve. Stojí uprostřed vesnice Hosby v obci Noarootsi v kraji Läänemaa v Estonsku. Kolem kostela se rozkládá hřbitov. Kostel a hřbitov byly zapsány na seznam národních památek Estonska v roce 1997.

## Historie
Kostel byl postaven jako katolický obranný kostel pravděpodobně na přelomu 13. a 14. století, písemné záznamy pocházejí z roku 1500. Kostel patřil pod biskupství v Osilii (Saaremaa). Kostel byl zničen v období Livonské války (1558–1583). V 17. století byl kostel obnoven v novogotickém slohu a postavena věž. V období 1862–1873 byl kostel přestavěn, byla dostavěna věž, opravena střecha a v interiéru vyměněny lavice a oltář. Další významné opravy proběhly v letech 1988 a v roce 1999 byly opraveny varhany. V letech 2003–2004 byla položena nová podlaha.
Kostel navštívil v roce 1932 švédský korunní princ Gustav VI. Adolf a v roce 1992 švédský král Karel XVI. Gustav.

## Popis
Orientované jednolodní stavba na obdélníkovém půdorysu. K lodi přistavěno kněžiště, které je od lodi odděleno vítězným obloukem a je užší a nižší než loď. Do západního průčelí je vestavěna zděná věž a nízká předsíň. Červenohnědá střecha lodi a kněžiště je dvojhřebenová sedlová krytá dřevěnými deskami, předsíň sedlová opět krytá deskami. Desky z borového a jedlového dřeva jsou na střeše položeny vertikálně ze dvou vrstvách. Hranolová věž je zakončena jehlanovou střechou. K severní straně kněžiště byla přistavěna sakristie. Na jižní okapové straně lodi fasádě prolomena čtyři úzká okna s lomeným obloukem, mezi druhým a třetím oknem malá přístavba s vchodem (dveřní otvor je pěti úhelný) z roku 1770. Severní okapová strana má tři širší okna zakončená obloukem v nestejné úrovni. Vyšší okno je blíže kruchtě. V průčelí a jižní okapové straně kněžiště jsou dvě úzká okna s lomeným obloukem, v dřevěném štítu je jedno okno. Kostel má hladké bílé fasády.

## Interiér
Strop lodi a kněžiště je dřevěný, v lodi podélné stropní trámy podpírají tři dvojice dřevěných polygonálních sloupů. Vystupující části kruchty spočívá na dřevěných sloupech. Na kruchtě jsou umístěny varhany. Kazatelnu na evangelijní straně vyrobil mistr Elert Thiele v roce 1656. Na východní stěně kněžiště je umístěna reliéfní deska s epitafem pastora Martina Wintera, kterou vytvořil v roce 1630 sochař Joachim Winter. Křtitelnice od téhož sochaře pochází z roku 1628. Oltář pochází z druhé poloviny 19. století. Lustry jsou z 18. století.

## Hřbitov
Kolem kostela se rozkládá hřbitov na ploše 1,4 ha, je ohrazen kamennou zdí z nasucho poskládaných kamenných balvanů.

## Fara
Fara byla postavena v 17. století. V roce 1930 na faře žil učitel Sven Danell, pozdější švédský biskup Skara.